# 澤武一
澤 武一（さわ たけかず、1977年3月 - ）は、日本の研究者、教育者、技術者、技能者。

## 人物・経歴
- 1999年3月 職業能力開発大学校 生産機械工学科 卒業
- 2001年3月 職業能力開発総合大学校 研究課程 工学研究科 機械専攻 修了
- 2004年2月 国家検定1級技能士取得（機械加工職種、機械保全職種）
- 2005年3月 熊本大学大学院 自然科学研究科 生産システム科学専攻博士課程修了 博士（工学）
- 2005年4月 職業能力開発総合大学校 精密機械システム工学科 助手
- 2010年4月 東京電機大学 工学部 機械工学科 准教授
- 2013年4月 芝浦工業大学 デザイン工学部 デザイン工学科 准教授
- 2014年7月 厚生労働省ものづくりマイスター認定

## 著書
- 『絵とき「旋盤加工」基礎のきそ』日刊工業新聞社、2006年9月
- 『絵とき「フライス加工」基礎のきそ』日刊工業新聞社、2007年3月
- 『目で見てわかる旋盤作業』日刊工業新聞社、2007年12月
- 『目で見てわかる機械現場のべからず集 旋盤作業編』日刊工業新聞社、2007年12月
- 『目で見てわかるフライス盤作業』日刊工業新聞社、2008年5月
- 『目で見てわかる機械現場のべからず集 フライス盤作業編』日刊工業新聞社、2008年5月
- 『目で見てわかる研削盤作業』日刊工業新聞社、2008年10月
- 『目で見てわかる機械現場のべからず集 研削盤作業編』日刊工業新聞社、2008年10月
- 『目で見て合格技能検定実技試験「普通旋盤作業2級」手順と解説』日刊工業新聞社、2009年5月
- 『目で見て合格技能検定実技試験「普通旋盤作業3級」手順と解説』日刊工業新聞社、2009年5月
- 『ココからはじめる旋盤加工 基礎をしっかりマスター』日刊工業新聞社、2010年9月
- 『絵とき 続・「旋盤加工」基礎のきそ スキルアップ編』日刊工業新聞社、2011年6月
- 『目で見てわかる エンドミルの選び方・使い方』日刊工業新聞社、2012年4月
- 『トコトンやさしい旋盤の本 (今日からモノ知りシリーズ)』日刊工業新聞社、2012年9月
- 『目で見てわかる ミニ旋盤の使い方』日刊工業新聞社、2013年1月
- 『トコトンやさしいマシニングセンタの本 (今日からモノ知りシリーズ)』日刊工業新聞社、2014年1月
- 『目で見てわかる使いこなす測定工具-正しい使い方と点検・校正作業-』日刊工業新聞社、2014年9月
- 『トコトンやさしい切削工具の本 (今日からモノ知りシリーズ)』日刊工業新聞社、2015年5月
- 『目で見てわかるドリルの選び方・使い方』日刊工業新聞社、2016年3月
- 『目で見てわかる スローアウェイチップの選び方・使い方』日刊工業新聞社、2016年10月
- 『わかる! 使える! マシニングセンタ入門』日刊工業新聞社、2017年12月
- 『わかる! 使える! 作業工具・取付具入門』日刊工業新聞社、2018年10月
- 『わかる！使える！機械加工入門』日刊工業新聞社、2020年12月
- 『トコトンやさしい　NC旋盤の本 (今日からモノ知りシリーズ)』日刊工業新聞社、2021年5月